# Helix ligata
Helix ligata is een slakkensoort uit de familie van de Helicidae. De wetenschappelijke naam van de soort is voor het eerst geldig gepubliceerd in 1774 door O.F. Muller.